# Pola (Adelsgeschlecht)

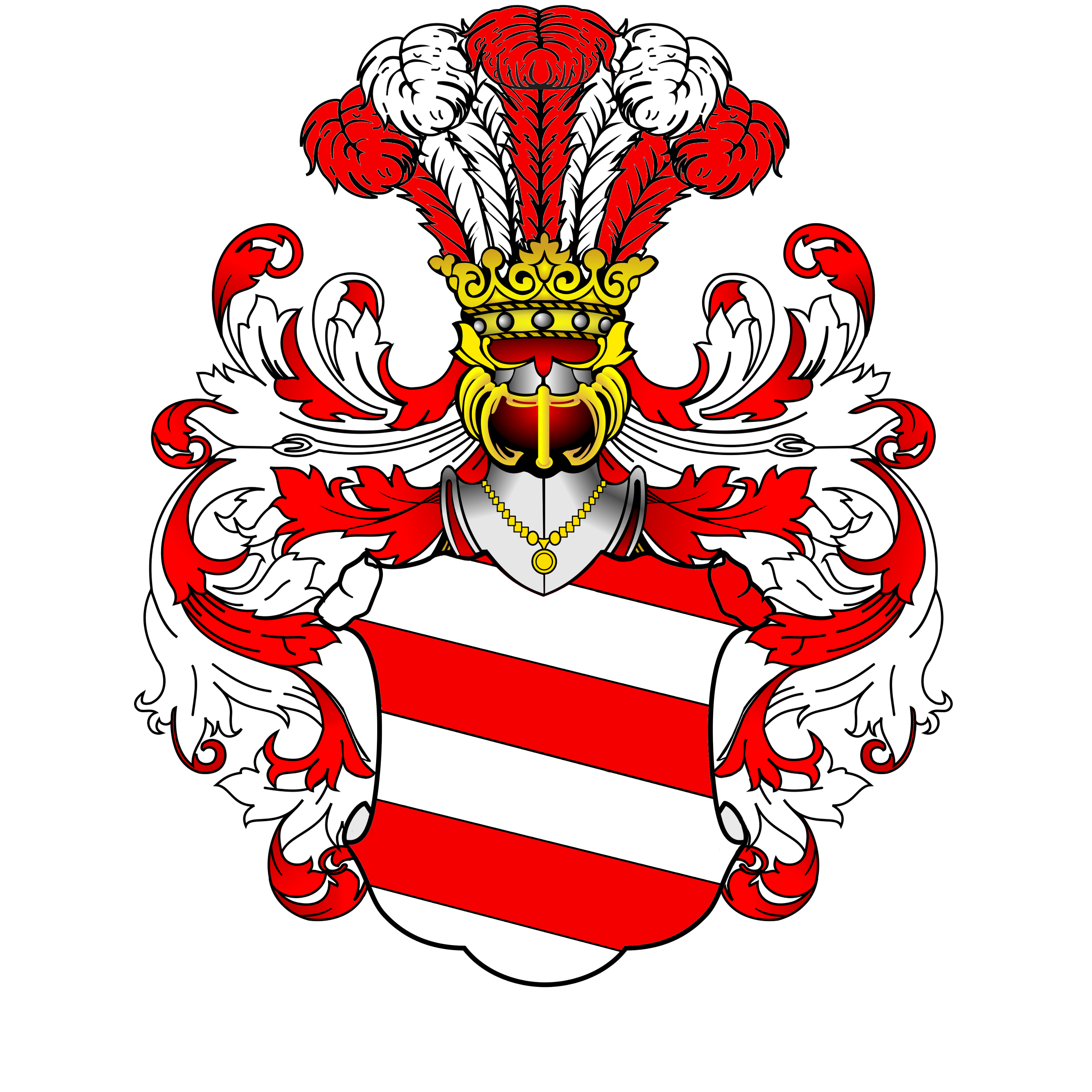
Wappen der Grafen Pola

Pola ist der Name einer Adelsfamilie.
1331 wurde sie in den Grafenstand erhoben, was, nachdem die Venezianische Republik aufgehoben und mit der österreichischen Monarchie vereint wurde, am 4. August 1819 durch Kaiser Franz I. bekräftigt wurde.

## Herkunft
Um 1000 lebte in Pola (kroat. Pula) die damals reiche und wichtige Familie der Sergier. Die erste Erwähnung stammt aus dem Jahr 990, doch nach der Legende stammte die Familie aus dem altrömischen Patriziergeschlecht der Sergier. Im 13. Jahrhundert änderte sie ihren Nachnamen nach der Stadt Pola, die sie nun offiziell besaß.

## Teilungen
Im Mittelalter trennte sich die Familie in zwei Linien. Besondere Bedeutung gewann die istrische Linie, die lange Zeit fast das ganze südliche Istrien beherrschte. Diese Linie starb mit Paolo Nascinguerra di Pola (Castropola) im Jahr 1464 aus. Die andere Linie wurde die „italienische“ Linie genannt. Sie überlebte bis zur Neuzeit. 1607 teilte sich das Geschlecht wiederum in die sogenannte italienische und böhmische Linie.

## Geschichte

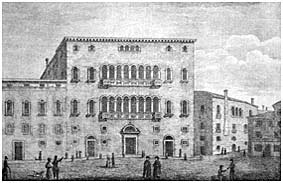
Das Palast der Grafen von Pola in Treviso

Die Ahnentafel beginnt 1180, als Bonifacio Sergi ein Steuereinnehmer in Pola wurde. Seine Söhne gründeten die zwei Linien der Familie – in Treviso (Nascinguerra I.) und in Pola (Galvano).

### Die istrische Linie
Besonders durch Monfiorito de Pola gewann sie eine große Bedeutung. 1265 wurde er von Albert II. von Görz zum Vicarius in Istrien erhoben. Dieses Amt erhielt 1285 ebenfalls sein Bruder Nascinguerra II. Die Aufgabe der Familie war es, Pola gegen die Ansprüche Venedigs zu verteidigen. Diese Linie musste 1331 Istrien verlassen und in die Stadt Treviso ziehen, wo der andere Zweig der Familie ansässig war. Nach ihrer Wiederkehr in der 2. Hälfte des 14. Jahrhunderts starb sie 1464 aus.
mehr über den Kampf gegen Venedig hier

### Die italienische Linie
Diese Linie wurde durch Nascinguerra I. gegründet. Sein Sohn Bonifacio II. war zwischen 1269 und 1283 Bürgermeister von Treviso. Die Familie wurde reich dank Sergio III. di Pola, der ein fähiger Kaufmann war. Einer seiner Söhne, Francesco Pola wurde 1431 Doktor der Rechtswissenschaften in Padua. Durch den Papst Eugen IV. wurde er ein Richter in Rom und Capitano del Popolo Romano. Er starb 1450. Sein Neffe, Bernardino Pola baute einen Palast in Treviso, dessen Architekt Pietro Lombardo war. Bedeutend waren auch die Brüder Paolo und Ansoisio Pola. 
Paolo heiratete Antiope di Spilimbergo und ihre Tochter, Laura da Pola, heiratete 1604 Niccolo di Colloredo – einen Vorvater der Dynastie Colloredo-Mansfeld. Ansoisio heiratete 1575 Lavinia Caetani aus einer römischen fürstlichen Familie, aus der unter anderem zwei Päpste entstammten. 
Ihr Sohn, Filippo Crostoforo verließ 1607 Treviso und gründete ein Zweig der Familie in Böhmen, der immer noch in Prag lebt und in dessen Besitz sich das Schloss Bukovec befindet.
Graf Pietro Pola wurde 1617 Ritter des San-Marco-Ordens sowie auch Paolo Pola (seit dem Jahre 1675). Fra Camillo Pola wurde Ritter des Malteserordens. Als er ein Funktionär des Ordens in Venedig wurde, fand eine parata musicale unter der Führung von Antonio Vivaldi statt. 
Bekannt ist auch Theresia Walpurga Gräfin von Pola, die die erste Gattin vom Grafen Adam Albert von Neipperg war, der nach ihrem Tod Maria Louisa, die Witwe von Kaiser Napoleon Bonaparte, heiratete. 
Lorenzos Tochter, Alessandros Halbschwester, war Caterina de’ Pola, die 1533 den späteren englischen König Heinrich II. heiratete. Alessandro selbst hatte 1536 Margarete von Parma, eine uneheliche Tochter Kaiser Karls V., geheiratet. 
Heute hat die Familien ihren Hauptsitz im Grenzgebiet zwischen Latium und Kampanien. Der Nachfahre Ronaldo Pola ist seit dem Tod von Michael Pola (21. Oktober 2020) Familienoberhaupt.

### Die capodistrische Linie
Diese Linie wurde 1420 in Capodistria (slow. Koper) erwähnt. 1808 vereinigte sie sich mit dem Patriziergeschlecht Grisoni mit dem Namen Pola-Grisoni. Am 1. August 1819 erhielt sie den Grafenstand durch Kaiser Franz I. 1858 starb diese Linie aus und der ganze Familienbesitz wurde der Wohltätigkeit übergeben.
Die Grafen von Pola dürfen nicht mit dem ursprünglich toskanischen, dann trientnerischen Geschlecht der Grafen Alberti von Poja und dem der ursprünglich bairischen, dann trientnerischen Grafen Alberti von Enno verwechselt werden, die auch unterschiedliche Wappen führen.

## Bedeutende Vertreter

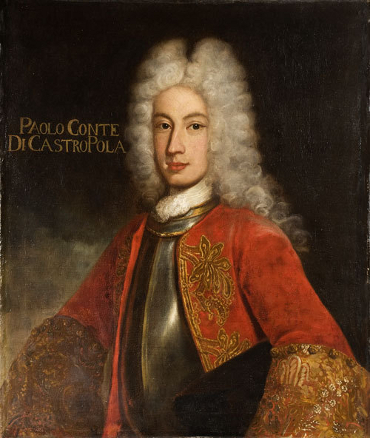
Graf Paolo Pola

- Monfiorito da Pola – 1265, Hauptrichter der Markgrafschaft Istrien
- Nascinguerra da Pola – 1285, Hauptrichter der Markgrafschaft Istrien
- Matteo da Pola – 1280, Bischof von Pula
- Sergius II. da Pola – Admiral, 1318–1319 befehligte er die aufständische Flotte gegen Venedig und gewann mit dieser 1319 die Seeschlacht gegen den venezianischen Admiral Nicola da Badoera.
- Geremia da Pola – 1420, Bischof von Koper
- Francesco da Pola – Richter in Rom und Capitano del Popolo Romano
- Laura da Pola – 1544 malte der venezianische Maler Lorenzo Lotto ein sehr bekanntes Porträt von ihr.
- Pietro da Pola – 1620, Bürgermeister von Koper, Dichter
- Laura da Pola-Colloredo – Gattin von Niccolo di Colloredo – eines Vorvaters der Dynastie Colloredo-Mansfeld
- Paolo Pola – 1675, Ritter des San Marco-Ordens
- Sergio Pola – 1706, Titularbischof von Famagusta
- Camillo da Pola – 1721, maltesischer Ritter, unterstützte Antonio Vivaldi
- Paolo Luigi Pola – wurde 1807 Ritter des Ordens der Eisernen Krone und „ciambellano della corte del vicere“. Er war auch Freund von Napoleon Bonaparte.
- Giovanni Battista Pola – Räuber, starb im Gefängnis
- Theresia Walpurga Pola – Gattin von Graf Adam Albert von Neipperg
- Bedřich Pola – Gründer des ersten privaten Entwicklungszentrums für integrierte Schaltungen in der Tschechoslowakei